# Gargantua i Pantagruel

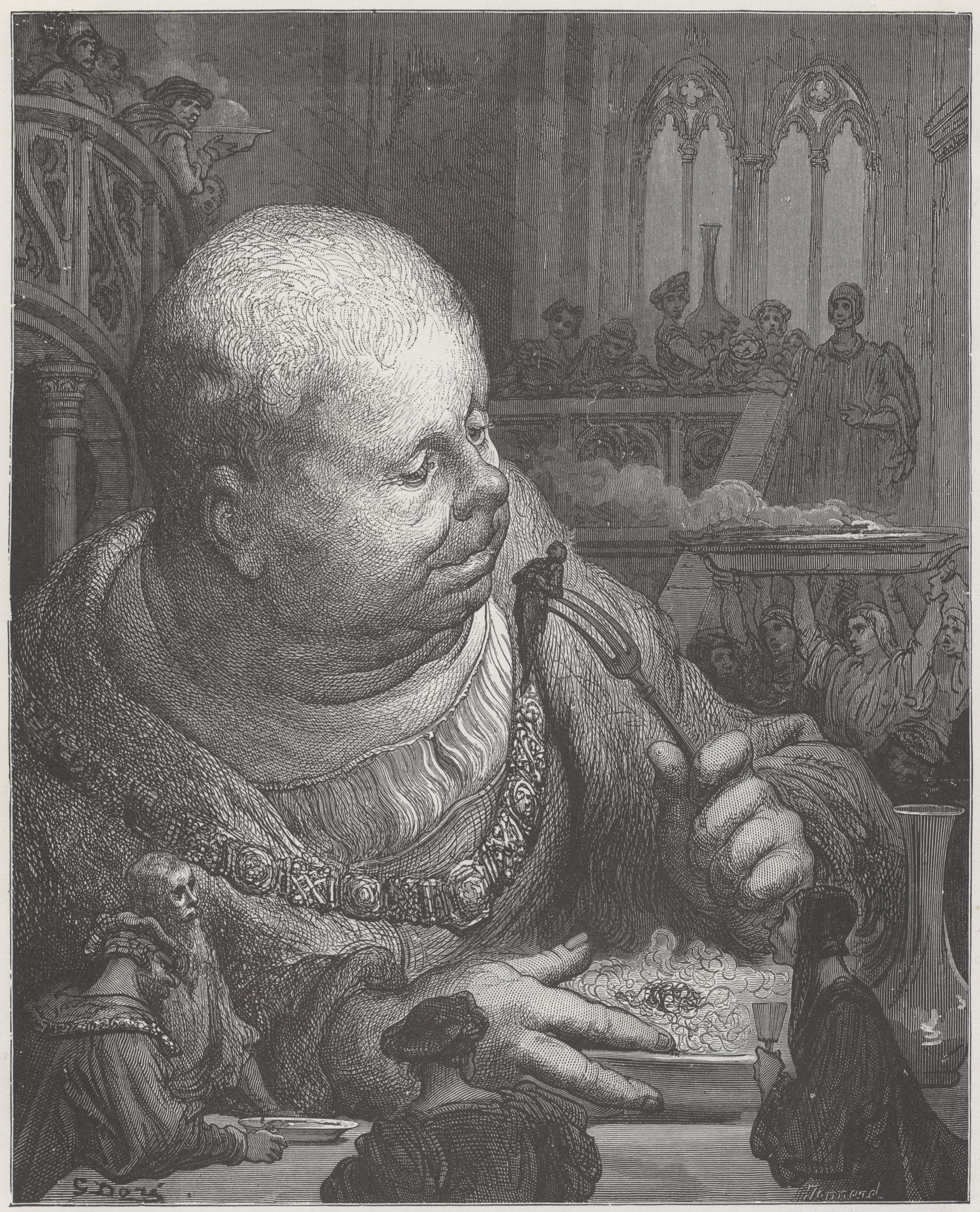
Ilustracja Gustava Doré, 1873

Gargantua i Pantagruel, pełny tytuł Życie Gargantui i Pantagruela (oryg. fr. La vie de Gargantua et de Pantagruel) – pięciotomowa powieść François Rabelais opisująca losy dwóch olbrzymów: Gargantui i jego syna Pantagruela.

## Okoliczności powstania utworu
Według własnych wspomnień, Rabelais w 1532 kupił na targu w Lyonie anonimowe Wielkie i szacowne kroniki ogromnego olbrzyma Gargantui, oparte na znanej już od kilku stuleci legendzie ludowej. Popularność prymitywnej historii zachęciła go tym samym do napisania własnego dalszego ciągu losów syna Gargantui – Pantagruela (pełny tytuł: Les horribles et épouvantables faits et prouesses du très renommé Pantagruel Roi des Dipsodes, fils du Grand Géant Gargantua), a po tym, gdy i one odniosły wielki sukces czytelniczy – do napisania własnej wersji historii starszego z olbrzymów. W 1546 została wydana Księga Trzecia, a w 1548 – Księga Czwarta stanowiące kontynuację pierwszego tomu. W 1564, już po śmierci pisarza, jego wydawca skompilował z zachowanych notatek Księgę Piątą. Jej autorstwo pozostaje przedmiotem kontrowersji. 
Rabelais podpisał Pantagruela pseudonimem Alcofribas Nasier, będącym anagramem jego własnego nazwiska i imienia. 

## Cechy utworu
Gargantua i Pantagruel napisany jest językiem ludowym, niestroniącym od wulgaryzmów; równocześnie Rabelais, znający doskonale łacinę i grekę, wprowadził do utworu szereg neologizmów zbudowanych na bazie słów z języków martwych. Autor prowadzi grę ze średniowieczną tradycją utworów jarmarcznych, szeroko posługując się groteską w opisie i charakterystyce bohaterów, a także w konstruowaniu fabuły, opartej na szeregu absurdalnych i niewybrednych wydarzeń. Rabelais odwraca tradycyjną hierarchię wartości, czerpiąc bogato z kultury niskiej i odrzucając literackie konwencje epoki, w opisie bohaterów skupia się na cechach wcześniej zaniedbywanych czy uznawanych za niegodne, przesadnie eksponując ich fizyczność. Równocześnie Rabelais, mimo bezpośredniego, czy wręcz obscenicznego sposobu zwracania się do czytelnika, w przedmowie sugeruje (poprzez porównanie do ozdobnych pudełek-Sylenów), że mimo takiej formy jego dzieło zawiera cenne przesłanie i nie powinno być lekceważone. Umożliwia to lekturę Gargantui i Pantagruela na kilku poziomach znaczeniowych. 
Na przestrzeni całego utworu Rabelais parodiuje średniowieczny schemat chanson de geste – opisuje cudowne narodziny Gargantui przez ucho, dzieciństwo pełne zapowiedzi przyszłego bohaterstwa, czyny wojenne, wreszcie założenie opactwa według nowej reguły, odwracającej wszystkie dotychczasowe zasady życia monastycznego. Księga Trzecia zbliża się do satyry społecznej i obyczajowej, podczas gdy Księga Czwarta i Piąta parodiują średniowieczne motywy podróży.
Ciekawą cechą utworu, na którą zwrócił uwagę już jego tłumacz, Tadeusz Boy-Żeleński, jest upodobanie Rabelais'go (będącego zresztą lekarzem) do roztaczania swojej wiedzy anatomicznej, szczególnie w opisach krwawych scen bitewnych. Za przykład może posłużyć fragment XLIV rozdziału Gargantui: (...) od jednego zamachu rozwalił mu głowę, przecinając czaszkę wzdłuż kości skalistej i zdzierając obie kości ciemieniowe i szew sagittalny z wielką częścią kości potylicznej; co czyniąc przekrajał mu obie półkule mózgu i otworzył głęboko dwie tylne komory mózgowia, czaszka zaś obwisła mu na ramionach, trzymając się z tyłu na błonie okostnej, jakoby biret doktorski, czarny z wierzchu, a wewnątrz czerwony.